# Volodymyrivka (archeologische site)
Volodymyrivka (Oekraïens: Стоянка Володимирівка; Stoianka Volodymyrivka) is een archeologische site nabij het gelijknamige dorp in Oekraïne in het rajon Holovanivsk in de oblast Kirovohrad.
Aan de Syniukha, een zijrivier van de Zuidelijke Boeg, werden resten gevonden van een oude meganederzetting die behoort tot de Cucuteni-Tripoljecultuur daterende uit 4000-3600 voor Christus. De site werd vernoemd naar het nabijgelegen dorp. De vindplaats werd in de jaren 1930 en 1940 opgegraven en leverde acht paleolithische bezettingen en een grote nederzetting van de Cucutenicultuur op.
Bij de opgraving van de gehele nederzetting, de enige Cucuteni-locatie die destijds volledig werd opgegraven, werden de overblijfselen blootgelegd van zo'n 200 bouwwerken die in vijf concentrische cirkels waren gerangschikt. De nederzetting was voor die tijd erg groot en besloeg een oppervlakte van 100 hectare. Deze protostad is slechts een van de 2440 Cucuteni-nederzettingen die tot nu toe in Moldavië en Oekraïne zijn ontdekt. 194 (8%) van deze nederzettingen, daterend tussen 5000 en 2700 voor Christus, hadden een oppervlakte van meer dan 10 hectare en meer dan 29 nederzettingen hadden een oppervlakte tussen de 100 en 450 hectare.